# NGC 7620
NGC 7620 é uma galáxia espiral (Sc) localizada na direcção da constelação de Pegasus. Possui uma declinação de +24° 13' 15" e uma ascensão recta de 23 horas, 20 minutos e 05,6 segundos.
A galáxia NGC 7620 foi descoberta em 5 de Setembro de 1864 por Albert Marth.